# قوزلوی علیا (مهاباد)
قوزلوی علیا روستایی از توابع بخش خلیفان در شهرستان مهاباد است که در استان آذربایجان غربی ایران قرار دارد.

## جمعیت
این روستا در دهستان کانی‌بازار واقع شده و براساس سرشماری سال ۱۳۸۵، جمعیت آن ۴۰۲ نفر (۶۸ خانوار) بوده‌است.